# تريا
تريا هي بلدة إيطالية تقع في مقاطعة ماشيراتا،ماركي،إيطاليا.